# 忏悔的抹大拉
《忏悔的抹大拉》是意大利文艺复兴雕塑家多那太羅的一尊抹大拉马利亚的一件木雕，使用的木材是白杨，创作于1453年至1455年左右。该雕塑是为佛罗伦萨圣若翰洗者洗礼堂订制，以其前所未有的现实主义而广受好评。现藏于佛罗伦萨的主教座堂博物馆的抹大拉厅（Sala della Maddalena）。 

文艺复兴时期的艺术史学家乔尔乔·瓦萨里在《艺苑名人传》中提到了这件作品：
“在同一个洗礼堂里，在这座坟墓的对面，可以看到多纳泰罗亲手制作的一座雕像，一个木制的忏悔的抹大拉玛利亚，非常漂亮，制作精良，因为她因禁食和禁欲而消瘦到如此程度，以至于每一个她身体的一部分反映了对人体解剖学的完美和完整的理解。” 